# Centunculus
- Commons
- Wikispecies

Centunculus L. é um género botânico da família Primulaceae.

## Sinonímia
- Anagallis L.

## Espécies
- Centunculus lanceolatus
- Centunculus minimus

## Classificação do gênero
| Sistema | Classificação                      | Referência               |
| ------- | ---------------------------------- | ------------------------ |
| Linné   | Classe Tetrandria, ordem Monogynia | Species plantarum (1753) |